# Ludwig Dettmann (Maler, 1865)

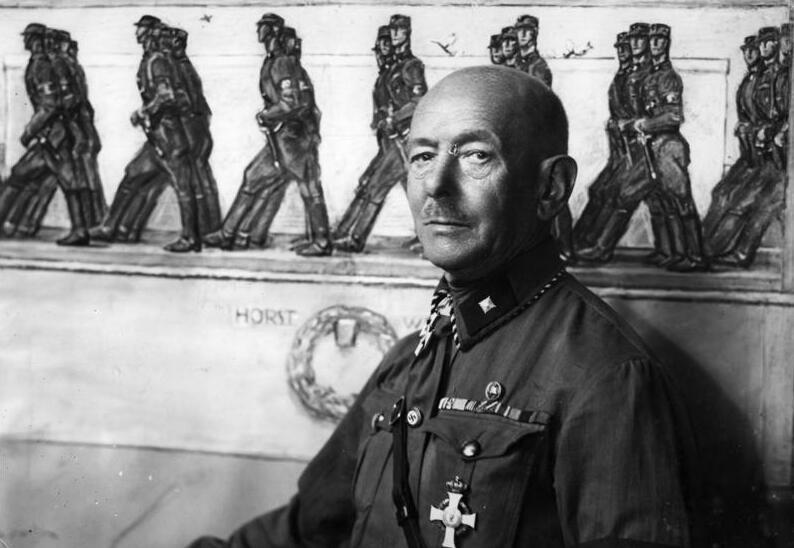
Ludwig Dettmann in Uniform eines SA-Scharführers vor einem Horst-Wessel-Gedenkbild, 1935

Ludwig Julius Christian Dettmann (* 25. Juli 1865 in Adelby; † 19. November 1944 in Berlin) war ein deutscher Maler. In Erinnerung ist er vor allem als heroisierender Propaganda- und Kriegsmaler in beiden Weltkriegen.
Ludwig Dettmann ist nicht zu verwechseln mit seinem 1856 geborenen, gleichnamigen Zeitgenossen, der als Zeichenlehrer und Aquarell-Landschaftsmaler tätig war.

## Leben
Ludwig Dettmann wurde in Adelby bei Flensburg geboren. Er studierte an der Berliner Kunstakademie und arbeitete anfänglich als Illustrator.
1894 erhielt er auf der Großen Berliner Kunstausstellung eine kleine Goldmedaille.
Unter dem Einfluss von Max Liebermann wandte er sich der Landschaftsmalerei zu, mit Stimmungsbildern in Öl und Aquarellen. Für das Rathaus von Altona schuf er vier Wandgemälde aus der Historie des Ortes.
1891 lehrte Dettmann an der Zeichen- und Malschule des Vereins der Berliner Künstlerinnen. 1898 gehörte Dettmann zu den Gründungsmitgliedern der Berliner Secession und war neben Max Liebermann, Walter Leistikow, Otto Heinrich Engel, Oskar Frenzel, Curt Herrmann und Fritz Klimsch dessen Vorstand.
1900 wurde er zum Direktor der Kunstakademie Königsberg berufen. Um 1906 war er zusammen mit Poppe Folkerts mit dekorativen Gemälden für die technischen Hochschulen in Königsberg und Danzig beschäftigt. Zwei größere Wandgemälde Dettmanns aus dem Jahr 1913 befinden sich heute noch im Eingangsbereich des Kieler Rathauses. Nach Monika Potztal galt Dettmann als ein „Vorkämpfer des Impressionismus“ in Deutschland. Er gehörte zur bevorzugten Auswahl zeitgenössischer Künstler, die das „Komité zur Beschaffung und Bewertung von Stollwerckbildern“ dem Kölner Schokoladeproduzenten Ludwig Stollwerck zur Beauftragung für Entwürfe vorschlug. 1909 erhielt er auf der Großen Berliner Kunstausstellung eine große Goldmedaille.
1913 schuf Dettmann zum 100. Jahrestag der Befreiungskriege einen dreiteiligen Wandfries für die Königsberger Kunstakademie aus drei Monumentalgemälden, die jeweils 11 m breit und 4,5 m hoch waren. Die Gemälde wurden auch auf Postkarten vermarktet. Ebenfalls monumental war das Triptychon zum 50. Jahrestag der Schlacht von Düppel, das 1914 auf der Düppel-Gedächtnisausstellung in Sonderburg präsentiert wurde.
1915 nahm Dettmann an der von Heer und Marine organisierten Ausstellung der Königlichen Akademie der Künste in Berlin sowie im Mai 1916 an der im Königsberger Kunstverein teil. Auf diesen Ausstellungen während des Krieges wurden vorwiegend Porträts der deutschen Generalität – von Dettmann waren die Porträts der Feldmarschälle Erich Ludendorff und Paul von Hindenburg zu sehen – sowie heroische Kriegs- und Schlachtengemälde gezeigt. Über die gesamte Dauer des Ersten Weltkriegs war er offizieller Kriegsmaler.
Dettmann legte 1916 das Lektorat an der Königsberger Kunstakademie nieder und lebte seitdem in Berlin. 1923 illustrierte er Walter Bloems Weltbrand – Deutschlands Tragödie 1914–1918.
Nach Hitlers „Machtergreifung“ trat Dettmann zum 1. Mai 1933 in die NSDAP ein (Mitgliedsnummer 2.637.082). Er saß im Vorstand des Reichsverbands Bildender Künstler und war bis an sein Lebensende ein Anhänger des Nationalsozialismus. 1935 wurde Dettmann mit der Goethe-Medaille für Kunst und Wissenschaft ausgezeichnet. 1936 und 1937 war Dettmann Vorsitzender des Vereins Berliner Künstler.
1938 schrieb er das Buch Ostfront. Ein Denkmal des Deutschen Kampfes, das 1946 in der SBZ in die Liste der auszusondernden Literatur aufgenommen wurde. Die Wertschätzung seiner Werke durch die Nationalsozialisten geht auch daraus hervor, dass ihn Adolf Hitler im August 1944 in die Gottbegnadeten-Liste der wichtigsten Kunstmaler aufnahm.
Ludwig Dettmann starb 1944 im Alter von 79 Jahren in Berlin und wurde auf dem Waldfriedhof Dahlem beigesetzt. Das Grab ist nicht erhalten.
Der Schriftsteller Hans Eduard Dettmann war sein Sohn.

## Werke
- Aussaat (Dresdner Gemäldegalerie)

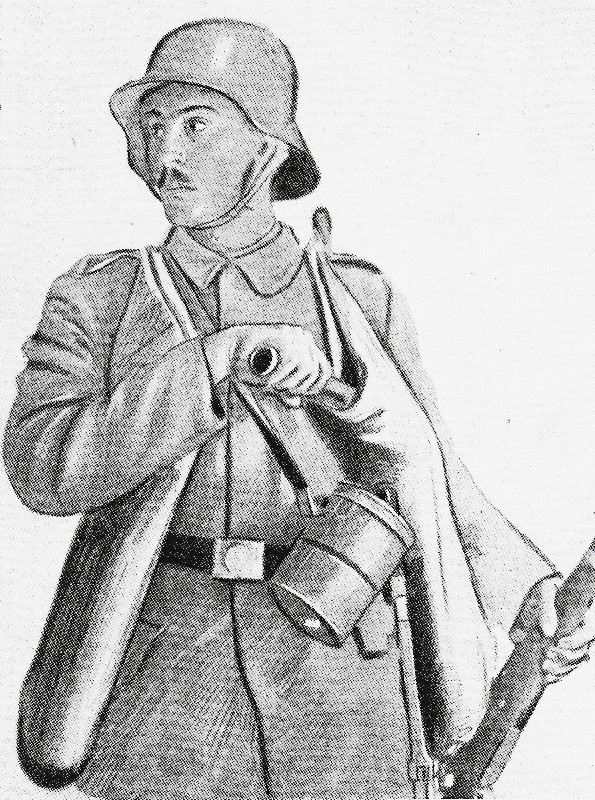
Bild eines Sturm-Pioniers des Sturm-Bataillons Nr. 5 (Rohr)

- Frühling im Grunewald (Nationalgalerie Berlin)
- Der verlorene Sohn
- Heilige Nacht
- Kollegiensaal im Altonaer Rathaus (1900)[13]
- Landarbeiterbegräbnis (Staatliches Museum Schwerin, 1892)
- Fischerfriedhof (Nationalgalerie Berlin, 1902)
- Friesischer Gesang (zwei singende Frauen auf einer Wiese, 1903)
- Sonnenuntergang (1905)
- Wäscherinnen am Gardasee (1905)
- Friesische Frauen verlassen den Kirchhof (Königsberger Kunstsammlungen, 1905)
- Altargemälde der Flensburger St.-Petri-Kirche (1909)

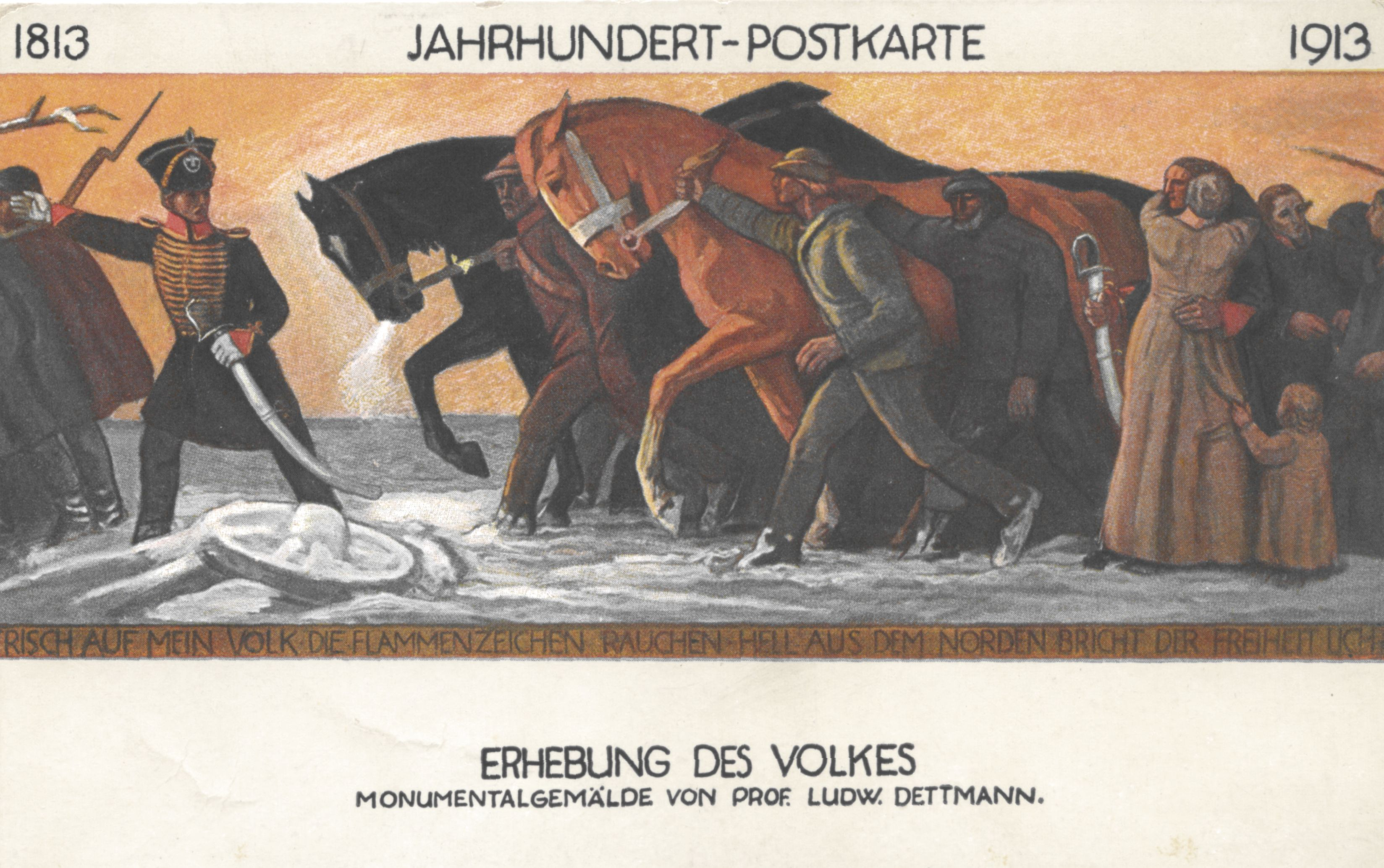
Monumentalgemälde „Erhebung des Volkes“ (1913)

- Monumentalgemälde „Erhebung des Volkes“ (1913)Dreiteiliger Wandfries für die Kunstakademie Königsberg (1913)
  - „Erhebung des Volkes“
  - „General Yorck in seiner Ansprache an die ostpreußischen Stände am 5. Februar zu Königsberg, Gründung der Landwehr“
  - „Kampf der Landwehr gegen französische Garde“
- Triptychon für die Düppel-Gedächtnisausstellung in Sonderburg (1914)